# Stephen Purches
Stephen Purches (Ilford, Inglaterra, 14 de enero de 1980) es un exfutbolista inglés. Jugaba de defensa central. Actualmente es asistente técnico de Eddie Howe en el Newcastle United Football Club.

## Trayectoria
Su primer club fue el West Ham United donde debutó en el año 1998.

## Clubes
| Club               | País       | Año       |
| ------------------ | ---------- | --------- |
| West Ham United    | Inglaterra | 1998-2000 |
| Bournemouth        | Inglaterra | 2000-2007 |
| Leyton Orient F.C. | Inglaterra | 2007-2010 |
| AFC Bournemouth    | Inglaterra | 2007-2014 |